# Busigny
 Busigny  es una población y comuna francesa, en la región de Norte-Paso de Calais, departamento de Norte, en el distrito de Cambrai y cantón de Clary.

## Demografía
| 3139 | 3120 | 3046 | 2636 | 2385 | 2429 |
| Para los censos de 1962 a 1999 la población legal corresponde a la población sin duplicidades (Fuente: INSEE [Consultar]) |      |      |      |      |      |

## Escudos
Además del escudo que encabeza el artículo, la localidad de Busigny tiene un segundo escudo que la representa, es el siguiente: